# سابين غروبر
سابين غروبر (بالإيطالية: Sabine Gruber)‏ (و. 1963  م) هي كاتِبة إيطالية، ولدت في ميرانو.

## جوائز
حصلت على جوائز منها:
- جائزة الفن النمساوي للأدب  [لغات أخرى]‏ (2016)
- Veza Canetti award  [لغات أخرى]‏ (2015)
- Anton Wildgans Prize [الإنجليزية]‏ (2007)
- Reinhard Priessnitz Award  [لغات أخرى]‏ (1998).

## روابط خارجية
- سابين غروبر على موقع مونزينجر (الألمانية)